# Jordi Font i Cardona
Jordi Font i Cardona (Barcelona, 23 de maig de 1949) és un escriptor, gestor cultural i polític català, militant del Partit dels Socialistes de Catalunya. Des de l'estiu de 2019, és secretari del Consell Nacional de la Cultura i de les Arts.
Llicenciat en Geografia i Història per la Universitat de Barcelona, especialitzant-se en polítiques culturals i educatives de les arts a la Fundació Jaume Bofill, a la Fundació Serveis de Cultura Popular i a l'Ajuntament de L'Hospitalet. Fou coordinador de Cultura de la Diputació de Barcelona (1983-1999), des d'on va impulsar les diversos projectes: Centre d'Estudis i Recursos Culturals, biblioteques de nova generació, l'Oficina de Difusió Artística. El 1985, va ser un dels promotors del Pacte Cultural entre les administracions, proposat pel conseller Joan Rigol. Del 1999 al 2002, va impulsar el Fòrum Metropolità de Regidors de Cultura i la creació de la xarxa iberoamericana Interlocal de ciutats per la cultura. Va ser director general de l'Institut del Teatre (2002-2014) i, des del Consell Superior d'Ensenyaments Artístics de l'Estat, va ser un dels impulsors del procés d'incorporació d'aquests ensenyaments a l'Espai Europeu d'Educació Superior. És professor del Màster de Producció i Comunicació Cultural de Blanquerna de la Universitat Ramon Llull.
Activista antifranquista en el camp sindical i veïnal va ser detingut i empresonat el 1971. Va ser un dels fundadors de l'Associació de Veïns de l'Esquerra de l'Eixample (1974). En el camp polític, va ser un dels components del Nucli Impulsor de Convergència Socialista de Catalunya (1974) i membre del Secretariat del PSC-Congrés. Posteriorment, va formar part de la Comissió Executiva del Partit dels Socialistes de Catalunya, on va exercir de Secretari de Cultura (1980-1996), en els equips de Joan Reventós i de Raimon Obiols, impulsant les polítiques socialistes relatives a la cultura, la llengua i el fet immigratori. A partir de 1996, va formar part del corrent Nou Cicle i també de la plataforma Fòrum Cívic (2011). És membre del Cercle Catalanista de l'Ateneu Barcelonès i del Grup Pròleg.
El 2002, va comissariar l'exposició “Ciutadana Maria Aurèlia Capmany, escriptora i dona d'acció” (Palau de la Virreina) i, el 2003, l'exposició “La pàtria dels humans. 25 anys del PSC” (Museu d'Història de Catalunya).

## Obres
- Àlbum del socialisme català i la Catalunya popular (PSC, 1990)[11]
- Papers de política cultural (edicions 62, 1991)[12]
- Una idea de Catalunya: aportacions al debat del catalanisme (Pagès editors, 2008, com a coordinador)[13]
- Els camins de Maria Aurèlia Capmany, escriptora i dona d'acció (Ajuntament de Barcelona, 2011)[14]
- Després (Pagès editors, 2017)[15]